# See see the sun (lied)
See see the sun (4:15) is een lied van Kayak. De werktitel was Nature of things.
Het lied werd opgenomen in het kader van de sessies voor de gelijknamige album van de band. Het nummer is voor wat betreft muziek geschreven door Pim Koopman en Ton Scherpenzeel, de tekst is van Cees van Leeuwen. Het is een van de weinige nummers met de combinatie Scherpenzeel (muziek) en Van Leeuwen (tekst). Scherpenzeel vond zichzelf meer een solist en schreef liever de combinatie, zodat tekst en muziek goed bij elkaar pasten. Van Leeuwen zag dat anders; hij wilde juiste dat de nadruk op de tekst lag. Voor de opnamen had Scherpenzeel Van Leeuwen gevraagd voor dit nummer de tekst aan te leveren, terwijl hijzelf een reservetekst had. Uiteindelijk bleek de tekst van Van Leeuwen hier juist goed te passen, tot verbazing van Scherpenzeel achteraf. Hij moest er 25 jaar later na een gesprek met Van leeuwen achter komen dat de tekst van Van Leeuwen knap in elkaar stak. Zo rijmen in de coupletten het laatste woord van de regel op het eerste van de volgende ("Blows" naar "goes"; "Dust naar "trust" etc.).      
See see the sun werd als derde single van Kayak uitgebracht; de B-kant was Give it an name, dat niet op het album zou belanden. Bij heruitgaven op compact disc werd het als bonustrack meegenomen. In tegenstelling tot de eerste twee singles Lyrics en Mammoth haalde See see the sun de hitparades niet.